# Fluviocingula scarlatoi
Fluviocingula scarlatoi is een slakkensoort uit de familie van de Iravadiidae. De wetenschappelijke naam van de soort is voor het eerst geldig gepubliceerd in 1989 door Starobogatov in Starobogatov, Sitnikova & Zatrawkin.